# Mafia: Edycja ostateczna
Mafia: Edycja ostateczna (ang. Mafia: Definitive Edition, cz. Mafia: Definitivní edice) – komputerowa przygodowa gra akcji studia Hangar 13, stanowiąca remake Mafii z 2002 roku. Premiera na platformy Microsoft Windows, PlayStation 4 i Xbox One miała miejsce 25 września 2020 r. Gra wydana została przez 2K Games i dostępna jest zarówno jako samodzielny tytuł, jak i część pakietu Trylogia Mafia, zawierającego trzy części serii.

## Rozgrywka
Mafia: Edycja ostateczna stanowi stworzony od podstaw remake oryginalnej gry, wykorzystujący nowe zasoby i osnuty wokół fabuły pierwowzoru, która została jednak dodatkowo rozbudowana. Podobnie jak w oryginale, bohaterem jest Thomas Angelo, pierw taksówkarz, a następnie członek mafijnej rodziny Salierich, przemierzający miasto Lost Heaven. Gra oferować ma wyłącznie kampanię dla jednego gracza. W Edycji ostatecznej, po raz pierwszy w serii, wprowadzone zostały motocykle. Gra stworzona jest na silniku Mafii III i wykorzystuje jej mechaniki rozgrywki, w tym m.in. model jazdy i system walki.

## Fabuła
W roku 1930 zubożały taksówkarz Tommy Angelo zostaje, w wyniku zbiegu okoliczności, współpracownikiem mafiosów z rodziny Salierich. Ścigany przez konkurencyjną familię Morellów, w obliczu wielkiego kryzysu niemający innych możliwości zarobkowych, przyjmuje ofertę przystania do mafii, niedługo później zaprzyjaźniając się z niejakim Pauliem i Samem.
W następnych latach Salieri i konkurencyjni Morellowie rozpoczynają otwartą wojnę o kontrolę nad Lost Heaven, a Tommy zakłada rodzinę i zaczyna mieć moralne wątpliwości odnośnie do życia, jakie prowadzi. Obawiając się o bezpieczeństwo swoich bliskich, zaczyna postępować wbrew rozkazom, ostatecznie zdradzając Salierich i zeznając przeciwko nim, będąc objętym programem ochrony świadków.

## Produkcja
13 maja 2020 roku 2K Games ogłosiło wydanie Trylogii Mafia, zawierającej trzy dotychczasowe odsłony serii w odświeżonych wersjach. Podczas gdy Mafia II: Edycja ostateczna zawierała podstawową grę wraz ze wszystkimi dodatkami i ulepszoną oprawę graficzną, a Mafia III: Edycja ostateczna tylko dodatki, Mafia: Edycja ostateczna zapowiedziana została jako całkowity, stworzony od podstaw remake gry. Producentem rameke’u jest studio Hangar 13, odpowiedzialne za Mafię III i złożone z byłych członków 2K Czech – twórców oryginału z 2002 roku. Zapowiedziano, że nowa wersja charakteryzować będzie się „rozbudowaną fabułą, rozgrywką i oryginalną ścieżką dźwiękową”. Do prac nad remakiem oddelegowano ponad 200 osób w biurach Hangar 13 w Pradze i Brnie oraz dodatkowe w Brighton i Novato. Gra zrealizowana zostanie na autorskim silniku studia, na którym opracowano również Mafię III. Pierwotnie premierę Edycji ostatecznej planowano na 28 sierpnia 2020 r., jednak ze względu na pandemię Covid-19 została ona przesunięta na 25 września.
Angielski dubbing nagrany został z udziałem nowych aktorów. W rolę Angela wcielił się Andrew Bongiorno, odgrywający tę postać podczas sesji performance capture, na którego podobiźnie będzie bazował wygląd protagonisty. Prezes Hangar 13, Haden Blackman, stwierdził: „Ponieważ nasze przerywniki filmowe opierają się bardzo mocno na danych z sesji przechwytywania ruchu, kluczowe było, żebyśmy dysponowali zarówno głosem, jak i mową ciała”, a studiu zależało na tym, żeby aktorzy zagrali swoje role dobrze zarówno podczas sesji przechwytywania ruchu, jak i w studiu dubbingowym. Do czeskiego dubbingu zaangażowani zostaną w większości aktorzy, którzy pracowali przy realizację oryginału. W tych samych rolach wystąpią m.in. Marek Vašut jako Tommy, Petr Rychlý jako Paulie, Luděk Čtvrtlík jako Sam, Dalimil Klapka jako Frank i Alexej Pyško jako Norman. Zmianie ulegnie m.in. głos Ennia Salieriego, ponieważ dubbingujący go Antonín Molčík zmarł w 2014 roku.
Mafia: Edycja ostateczna charakteryzować ma się całkowitym przeprojektowaniem Lost Heaven. Twórcy inspirowali się budownictwem amerykańskich miast lat 20. i 30. XX wieku, mając na celu oddanie nastroju i estetyki tamtego okresu. W tym celu kilka dzielnic zostało odświeżonych, a inne całkowicie zmieniono. Jako przykład twórcy podają Chinatown, które zostało zmienione tak, żeby pod względem stylistyki i dekoracji bardziej przypominać dzielnicę zamieszkiwaną przez chińskich imigrantów. Przeprojektowano trasy ulic, zmieniając m.in. skrzyżowania, żeby dostosować je do płynniejszego modelu jazdy, dodano nowe skróty i alejki. Opierając się na danych zebranych z pierwotnej wersji gry, po analizie tras, którymi jeździli gracze, wiele budynków i charakterystycznych punktów przeniesiono w inne miejsca, żeby gracze mogli zmienić trasy.

## Obsada
| Postać          | Wersja angielska | Wersja czeska   | Wersja włoska        | Wersja hiszpańska  | Wersja niemiecka    | Wersja francuska   | Wersja rosyjska    |
| --------------- | ---------------- | --------------- | -------------------- | ------------------ | ------------------- | ------------------ | ------------------ |
| Thomas Angelo   | Andrew Bongiorno | Marek Vašut     | Valerio Amoruso      | Richard del Olmo   | Marcus Just         | Alexis Ballesteros | Jurij Titow        |
| Sam Trapani     | Don DiPetta      | Luděk Čtvrtlík  | Dimitri Winter       | Emilio García      | Guido Zimmermann    | Thibaut Belfodil   | Siergiej Radczenko |
| Paulie Lombardo | Jeremy Luke      | Petr Rychlý     | Ivan Andreani        | Txema Moscoso      | Christian Rudolf    | Jim Redler         | Maksym Dachnienko  |
| Ennio Salieri   | Glenn Taranto    | Marcel Vašinka  | Dario Oppido         | Eugenio Barona     | Gordon Piedesack    | François Hatt      | Maksym Pinskier    |
| Sarah           | Bella Popa       | Lucie Pernetová | Ilaria Silvestri     | María Pérez        |                     | Garance Thénault   | Julia Astachowa    |
| Frank Colletti  | Steven Oliver    | Dalimil Klapka  | Oliviero Corbetta    | Rafa Torres        | Hans-Gerd Kilbinger | Vincent Violette   | Dmitrij Jaczewski  |
| Marcu Morello   | Saul Stein       | Milan Bouška    | Stefano Alessandroni | José Ángel Fuentes | Gerhard Fehn        | Jérémie Covillault | Wiktor Mamonow     |
| Norman          | Dameon Clarke    | Alexej Pyško    | Alberto Angrisano    | Juan Amador        | Achim Buch          | Matthieu Albertini | Aleksander Dziuba  |
| Luigi           | Robert Catrini   | Ludvík Král     |                      |                    |                     |                    |                    |